# ローマ時代のアゴラ

ローマ時代のアゴラ全景

ローマ時代のアゴラ（ギリシア語: Ρωμαϊκή Αγορά、英語: Roman Agora）とは、ギリシャ アテネのパルテノンの丘北麓にある古代ローマ時代のフォルム（ギリシア語ではアゴラと表記）である。古代ローマ時代の呼称はわかっておらず、現在ではカエサルとアウグストゥスのアゴラと呼ばれることもある。
ギリシア時代のアゴラ（アテナイのアゴラ）が手狭になったために、その東隣のこの場所に造られたもので、奥行き82m 幅69mの長方形の広場はイオニア式の柱廊で囲まれ商店などが入居していた。フォルムの入り口は東西2か所あり、西側のアテナ・アルケゲテス門の後ろからは、皇帝ハドリアヌスが定めた『オリーブ・オイル売買に関する法律』に関連した碑文やオリーブ絞り器の台などが見つかっており、この付近でオリーブ・オイルの製造・販売が行われていたと推定される。ローマ時代のアゴラは、ガイウス・ユリウス・カエサルが資金を提供して建設を始め、初代皇帝アウグストゥスがBC 12年からAD 2年の間に完成させた。2世紀には広場の床が大理石で舗装された。

## 敷地内の主な遺跡
- 風の塔（Tower of the Winds）
- アテナ・アルケゲテス門（Gate of Athena Archegetis） - アゴラの西門
- 東プロピュロン（East Propylon） - アゴラの東門
- フェティエ・モスク（Fethiye Mosque）

## 現地へのアクセス
- アテネ地下鉄 モナスティラキ駅 から南へ約300m